# EBow

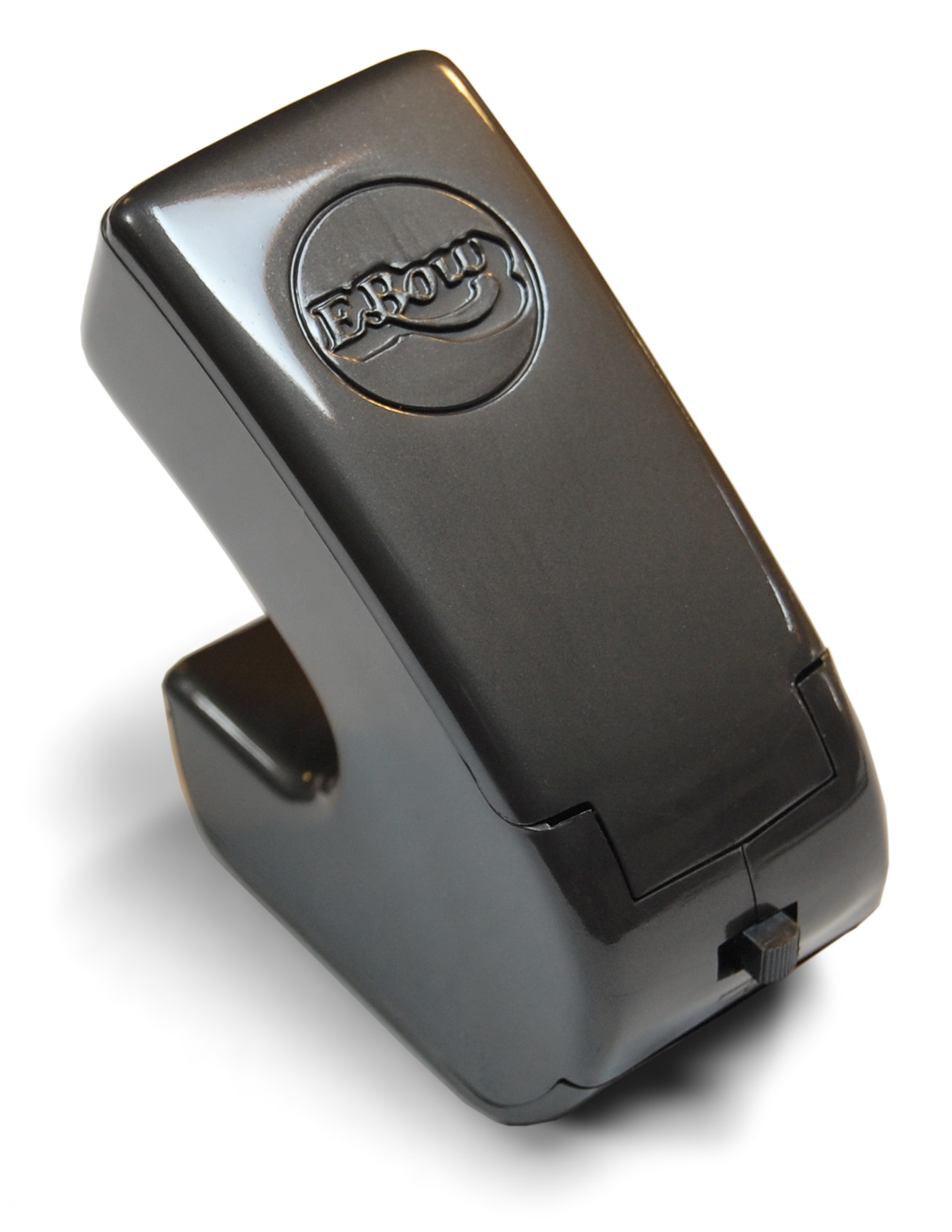
EBow

EBow è il nome commerciale di un dispositivo elettronico per chitarra prodotto a Los Angeles, California dalla Heet Sound Products.
Il nome EBow è l'abbreviazione di energy bow (o electronic bow) cioè "archetto elettronico"

## Funzionamento
L'EBow contiene un circuito elettronico, alimentato da una batteria da 9V alloggiata nell'impugnatura, il quale produce un campo elettromagnetico che a sua volta induce una vibrazione continua nella corda che si trovi nel suo raggio d'azione: ciò consente all'esecutore un sustain illimitato, tale ad esempio da emulare il suono di strumenti ad arco (da cui il nome) o a fiato, e facilita alcune tecniche esecutive sulla tastiera della chitarra, in special modo il legato e il glissando.
L'EBow funziona su qualunque chitarra con corde metalliche, anche su chitarre folk prive di amplificazione; non è indicato invece per le chitarre classiche e altri strumenti che montano corde in nylon, come ad esempio l'ukulele.

## Modalità d'uso

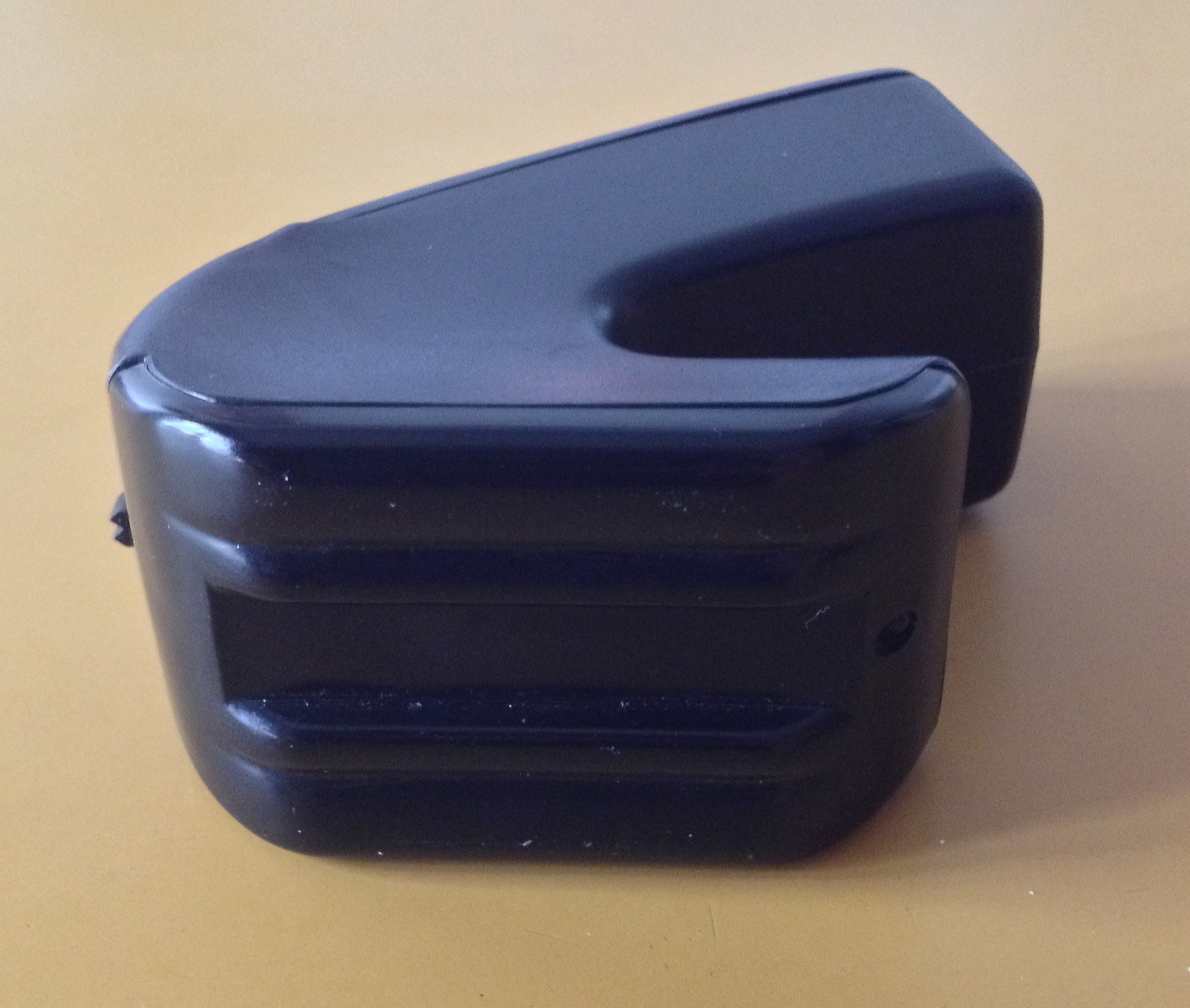
Base dell'EBow con rilievi scanalati per poggiarlo sulle due corde adiacenti a quella da suonare.

Il dispositivo è concepito per far vibrare una sola corda alla volta, poggiandolo sulle due corde ad essa adiacenti, grazie ad appositi rilievi scanalati posti alla base della scocca e disegnati in modo da lasciar libera di vibrare la corda che si trovi nel mezzo. L'impiego dell'EBow sulla chitarra elettrica, grazie all'interazione con i pick-up, consente un'ampia gamma tonale e una varietà di tecniche esecutive. Ad esempio, il suo avvicinamento o allontanamento dal magnete – muovendolo longitudinalmente alle corde – consentono un discreto margine di controllo sull'intensità dell'innesco elettromagnetico e quindi sulla dinamica dell'esecuzione.

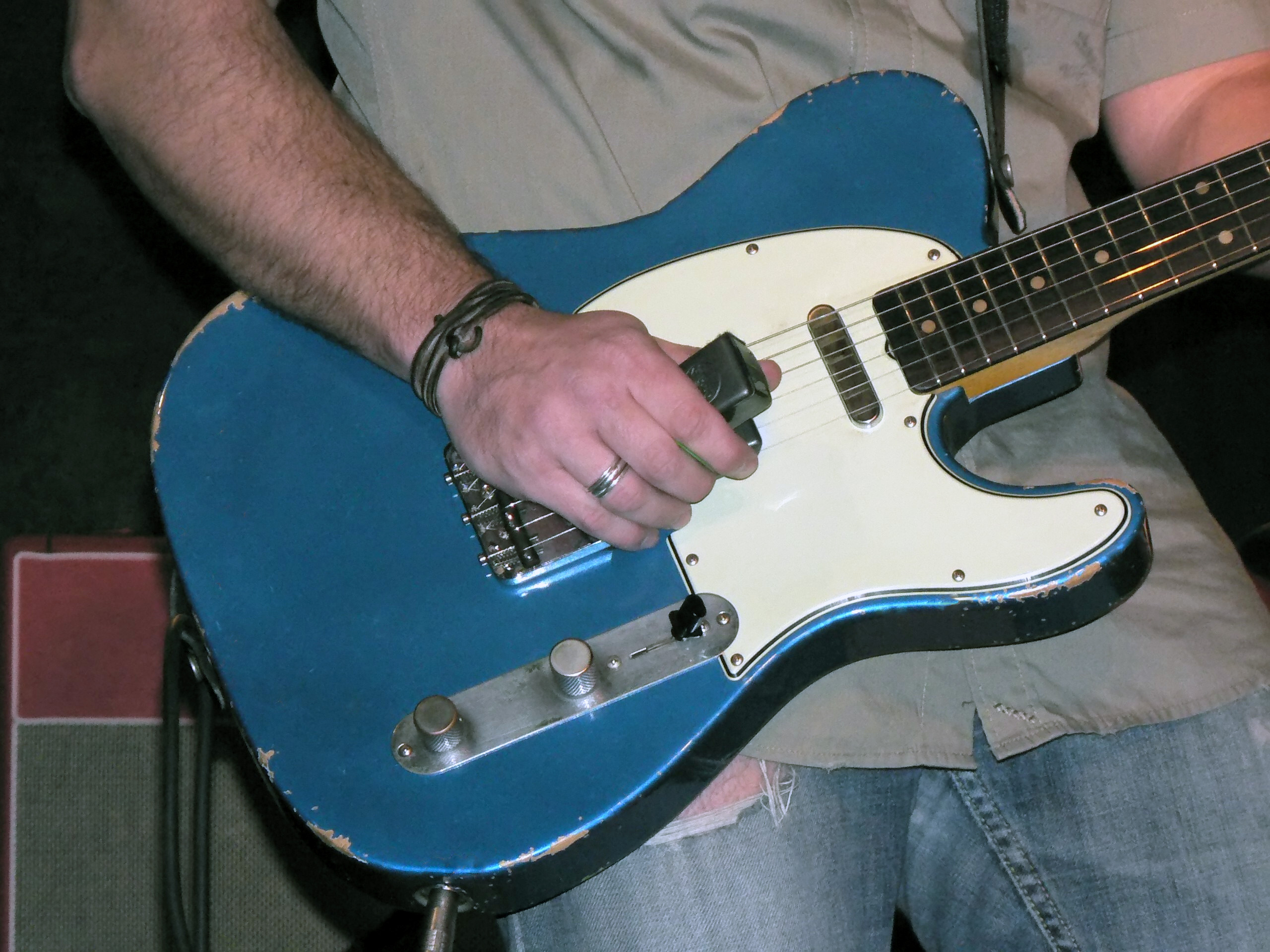
Esempio di uso dell'Ebow su una Fender Telecaster

L'EBow è disegnato in modo da permettere all'esecutore di passare agevolmente e rapidamente da una corda all'altra, senza staccarlo dalle corde stesse, con moto trasversale analogo a quello dell'archetto su uno strumento ad arco. In presenza di magneti, la risposta delle corde è quasi istantanea; tuttavia, per ridurre al minimo l'interruzione di suono nel passaggio da una corda all'altra è necessario che nel movimento il dispositivo si trovi proprio sopra al pick-up, che è l'area di massima risposta. Tale posizione consente arpeggi anche molto veloci, simili alla tecnica dello sweep-picking o, di nuovo, agli arpeggi eseguiti sugli strumenti ad arco. Altri effetti espressivi facilitati dall'EBow sono lo staccato e il reverse (cioè un suono che imita quello di una chitarra su un nastro riprodotto alla rovescia) ma entrambi riguardano più la manualità dell'esecuzione che la tecnologia in sé.
L'uso dell'EBow sulla prima e sull'ultima corda può richiedere accorgimenti specifici, anzitutto perché in tali casi il dispositivo ha una sola corda adiacente su cui poggiare, anziché due; inoltre la corda più acuta, essendo la più sottile, è anche la più difficile da far vibrare, mentre la più grave, per le ragioni opposte, risponde molto più rapidamente. In particolare, l'uso sulla corda più acuta può richiedere una lieve inclinazione dell'EBow mediante rotazione del polso, per avvicinare il dispositivo alla corda e preservare così l'effetto del campo magnetico.

## Storia
l'EBow fu ideato dallo statunitense Greg Heet, che lo brevettò nel 1969; il prototipo originariamente era montato all'interno della chitarra. Il primo modello portatile risale invece al 1974 e venne commercializzato dallo stesso Heet tramite la sua ditta, la Heet Sound Products, che lo presentò al NAMM di Chicago nel 1976. Stando al racconto dell'inventore stesso, il suo primo cliente fu Jerry Garcia dei Grateful Dead, che ne acquistò tre esemplari. Da allora, il dispositivo subì pochissime modifiche tecniche e praticamente nessuna nel design:
- nel 1983, con il secondo modello, fu aggiunto un interruttore di accensione e spegnimento;
- il terzo modello, prodotto nel 1989, produceva un innesco elettromagnetico più rapido e più potente;[1]
- nel 1998 fu presentato il PlusEBow (che nella pronuncia inglese richiama la parola placebo),[1] dotato di un secondo interruttore denominato: Fundamental/Harmonic che, invertendo la fase del campo magnetico, consentiva di commutare fra la nota fondamentale e la relativa armonica (nello specifico, l'ottava superiore) con effetto simile a quello del feedback.[1]

L'EBow fu utilizzato nel corso degli anni da molti artisti di fama internazionale, tra cui David Gilmour, Adrian Belew, Eddie Vedder, Stone Gossard e Mike McCready dei Pearl Jam, Martin Lee Gore dei Depeche Mode, David Bowie, R.E.M., Radiohead, Sigur Rós, Coldplay, The Edge degli U2, Smashing Pumpkins, Steve Hackett, Brian May dei Queen e Metallica.